# Jan Foremny
Jan Foremny (ur. 25 stycznia 1945 w Kamiennej Górze) – polski artysta fotograf. Członek nadzwyczajny Fotoklubu Rzeczypospolitej Polskiej. Członek Jeleniogórskiego Towarzystwa Fotograficznego. Członek Stowarzyszenia Fotografów Euroregionu Nysa Kontakt. Członek Stowarzyszenia Jeleniogórska Strefa Fotografii.

## Życiorys
Jan Foremny związany z jeleniogórskim środowiskiem fotograficznym – fotografuje od połowy lat 50. XX wieku. Szczególne miejsce w jego twórczości zajmuje fotografia architektury, fotografia krajobrazowa, fotografia portretowa, fotografia dziecięca oraz fotografia reportażowa. W 1975 roku został przyjęty w poczet członków Jeleniogórskiego Towarzystwa Fotograficznego, w którym pełnił funkcję prezesa oraz (wielokrotnie) członka Zarządu JTF.
Jan Foremny jest autorem i współautorem wielu wystaw fotograficznych; indywidualnych, zbiorowych, poplenerowych oraz pokonkursowych, na których otrzymał wiele akceptacji, wyróżnień, dyplomów, listów gratulacyjnych.  Otrzymał wiele dyplomów uznania za działalność na rzecz Jeleniogórskiego Towarzystwa Fotograficznego.

## Odznaczenia
- Srebrny Medal „Zasłużony dla Fotografii Polskiej”[15][16]
- Odznaka „Zasłużony Działacz Kultury”[1][16]